# Saint-Denis-sur-Huisne
Saint-Denis-sur-Huisne é uma comuna francesa na região administrativa da Normandia, no departamento Orne. Estende-se por uma área de 4,58 km². Em 2010 a comuna tinha 62 habitantes (densidade: 13,5 hab./km²).